# Either Way (Snakehips e Anne-Marie)
Either Way è una canzone del duo britannico Snakehips e della cantautrice Anne-Marie, in collaborazione con il rapper statunitense Joey Badass." È stata scritta da James David, Julia Michaels , Warren "Oak" Felder , Oliver Dickinson e Joey Badass, con la produzione curata da Snakehips, Oak e Cass Lowe. La canzone è stata pubblicata il 28 luglio 2017 tramite Sony Music .

## Tracce
1. Either Way (feat. Joey Badass) – 3:07 (testo: James David, Julia Michaels, Warren "Oak" Felder, Oliver Dickinson, Jo-Vaughn Virginie Scott)